# 4594 Dashkova
4594 Dashkova è un asteroide della fascia principale. Scoperto nel 1980, presenta un'orbita caratterizzata da un semiasse maggiore pari a 2,1934345 UA e da un'eccentricità di 0,1416688, inclinata di 4,53349° rispetto all'eclittica.